# Tân Khánh Đông
Tân Khánh Đông là một xã thuộc thành phố Sa Đéc, tỉnh Đồng Tháp, Việt Nam.

## Địa lý
Xã Tân Khánh Đông nằm ở phía bắc thành phố Sa Đéc, có vị trí địa lý:
- Phía đông giáp huyện Cao Lãnh qua sông Tiền
- Phía tây giáp huyện Lai Vung
- Phía nam giáp phường Tân Quy Đông
- Phía bắc giáp các huyện Lấp Vò và Cao Lãnh.

Xã có diện tích 21,88 km², dân số năm 1999 là 14.837 người, mật độ dân số là 678 người/km².

## Hành chính
Xã Tân Khánh Đông được chia thành 7 ấp: Đông Huề, Đông Quới, Đông Khánh, Đông Giang, Khánh Nhơn, Khánh Nghĩa, Khánh Hòa.

## Lịch sử
Dưới thời Việt Nam Cộng hòa, địa bàn xã Tân Khánh Đông hiện nay là hai xã Tân Đông và Tân Khánh thuộc quận Đức Thịnh (Châu Thành), tỉnh Sa Đéc.
Sau năm 1975, hai xã Tân Đông và Tân Khánh hợp nhất thành xã Tân Khánh Đông thuộc huyện Lấp Vò.
Ngày 5 tháng 1 năm 1981, huyện Lấp Vò được đổi tên thành huyện Thạnh Hưng, xã Tân Khánh Đông thuộc huyện Thạnh Hưng.
Ngày 27 tháng 6 năm 1989, huyện Thạnh Hưng được chia thành hai huyện Thạnh Hưng và Lai Vung, riêng xã Tân Khánh Đông được sáp nhập vào thị xã Sa Đéc.